# Colonia de Fuentes
Colonia de Fuentes är en ort i Mexiko.   Den ligger i kommunen Cortazar och delstaten Guanajuato, i den centrala delen av landet, 220 km nordväst om huvudstaden Mexico City. Colonia de Fuentes ligger 1 730 meter över havet och antalet invånare är 400.
Terrängen runt Colonia de Fuentes är platt åt nordväst, men åt sydost är den kuperad. Runt Colonia de Fuentes är det ganska tätbefolkat, med 214 invånare per kvadratkilometer. Närmaste större samhälle är Cortazar, 6,0 km nordost om Colonia de Fuentes. Trakten runt Colonia de Fuentes består till största delen av jordbruksmark.